# Melanaphis koreana
Melanaphis koreana är en insektsart som först beskrevs av Sorin 1972.  Melanaphis koreana ingår i släktet Melanaphis och familjen långrörsbladlöss. Inga underarter finns listade i Catalogue of Life.